# Amanda Sampedro
Amanda Sampedro Bustos (* 22. März 1993 in Madrid) ist eine ehemalige spanische Fußballspielerin.

## Karriere

### Vereine
Sampedro spielte im Alter von 19 Jahren das erste Mal im Seniorinnenbereich für die Mannschaft in ihrer Geburtsstadt. Atlético Madrid gehörte sie elf Jahre lang an und belegte mit der Mannschaft zweimal den zweiten Platz hinter dem FC Barcelona in der Meisterschaft, bezwang diesen jedoch am 26. Juni 2016 im Finale um die Copa de la Reina mit 3:2; in diesem Pokalwettbewerb wurde sie insgesamt viermal, im Wettbewerb der Champions-League 16 Mal eingesetzt. Zweimal spielte sie im Finale um den Supercopa de España, den sie beim ersten Mal mit ihrer Mannschaft, mit dem 3:0 über den UD Levante, gewann. Von 2017 bis 2022 bestritt sie 138 Punktspiele in der Primera División, der höchsten Spielklasse im spanischen Frauenfußball, in denen sie 20 Tore erzielte. 
Von 2022 bis 2024 war sie für den Ligakonkurrenten FC Valencia in 57 Punktspielen aktiv, in denen sie vier Tore erzielte. Für den Verein debütierte sie am 17. September 2022 (2. Spieltag) bei der 1:3-Niederlage im Heimspiel gegen ihren ehemaligen Verein Atlético Madrid. Ihr erstes von drei Saisontoren erzielte sie am 6. November 2022 (8. Spieltag) beim 5:0-Sieg im Heimspiel gegen den FC Levante Las Planas mit dem Treffer zum 3:0 in der 58. Minute.

### Nationalmannschaft
Nachdem Sampedro für die Nachwuchsnationalmannschaften des RFEF der Altersklassen U17 und U19 Länderspiele bestritten hatte, debütierte sie in der A-Nationalmannschaft am 10. Februar 2015 in San Pedro del Pinatar beim 2:2-Unentschieden im Freundschaftsspiel gegen die Nationalmannschaft Österreichs als Einwechselspielerin für Marta Corredera in der 46. Minute. Einen Tag später gewann sie mit ihrer Mannschaft an selber Stätte gegen die Nationalmannschaft Belgiens mit 2:1, bevor sie sich in zwei Vergleichen mit der Nationalmannschaft Neuseelands am 3. und 5. März in Guadalajara und La Roda 2:2 und 0:0 trennte. Zwei Vergleiche mit der Nationalmannschaft Chinas endeten dagegen mit zwei Siegen, zu denen sie jeweils mit einem Tor beigetragen hatte; am 18. September in Weinan mit 3:1 und am 21. September in Chenzhou mit 2:1. In den Spieljahren 2016 und 2017 wurde sie in jeweils vier Freundschaftsspielen eingesetzt sowie in den ersten beiden Spielen der Gruppe B und im Finale im Turnier um den Algarve-Cup 2017, das mit 1:0 gegen die Nationalmannschaft Kanadas gewonnen wurde. Mit der Mannschaft nahm sie an der Europameisterschaft 2017 teil, wozu sie in allen acht Spielen der Gruppe 2 zuvor beigetragen hatte. Nach drei Spielen in der Gruppe D schied sie mit ihrer Mannschaft im Viertelfinale mit 3:5 im Elfmeterschießen gegen die Nationalmannschaft Österreichs aus dem Turnier aus. Das nächste Turnier gewann sie mit ihrer Mannschaft, in dem sie – einschließlich des mit 2:0 gewonnenen Finales gegen die Nationalmannschaft Italiens –  den Zypern-Cup am 7. März 2018 in Larnaka gewann. Drei Freundschaftsspiele (2:0 vs. Niederlande; am 20. Januar, 3:1 vs. Polen; am 8. November und 0:0 vs. Deutschland; am 13. November) komplettierten ihre Länderspiele im Spieljahr 2018. 2019 kam sie in sechs in Freundschaft ausgetragenen Länderspielen zum Einsatz und gehörte ferner zum Kader für die Weltmeisterschaft, bei der sie einzig das erste Spiel der Gruppe B beim 3:1-Sieg über die Nationalmannschaft Südafrikas bestritt. Auch hierzu hatte sie in allen Spielen der WM-Qualifikationsgruppe 7 zuvor beigetragen. Ihre letzten beiden Länderspiele bestritt sie mit den beiden Spielen am 5. und 11. März 2020 im Turnier um den SheBelieves Cup 2020 gegen die Nationalmannschaften Japans (3:1) und Englands (1:0), nachdem sie am 4. Oktober 2019 im ersten Spiel der EM-Qualifikationsgruppe D beim 4:0-Sieg über die Nationalmannschaft Aserbaidschans mitgewirkt hatte.

## Erfolge
Nationalmannschaft
- Zweiter SheBelieves Cup 2020
- Zypern-Cup-Sieger 2018
- Algarve-Cup-Sieger 2017

Atlético Madrid
- Zweiter Spanische Meisterschaft 2015, 2020
- Spanischer Pokal-Sieger 2016
- Spanischer Superpokal-Sieger 2021, -Finalist 2022